# Breynia
Pour l’article homonyme, voir Breynia (oursin).
Genre
Classification phylogénétique
Breynia est un genre de plantes à fleurs de la famille des Phyllanthaceae. Les espèces poussent depuis l'Inde jusqu'à la Nouvelle-Calédonie.

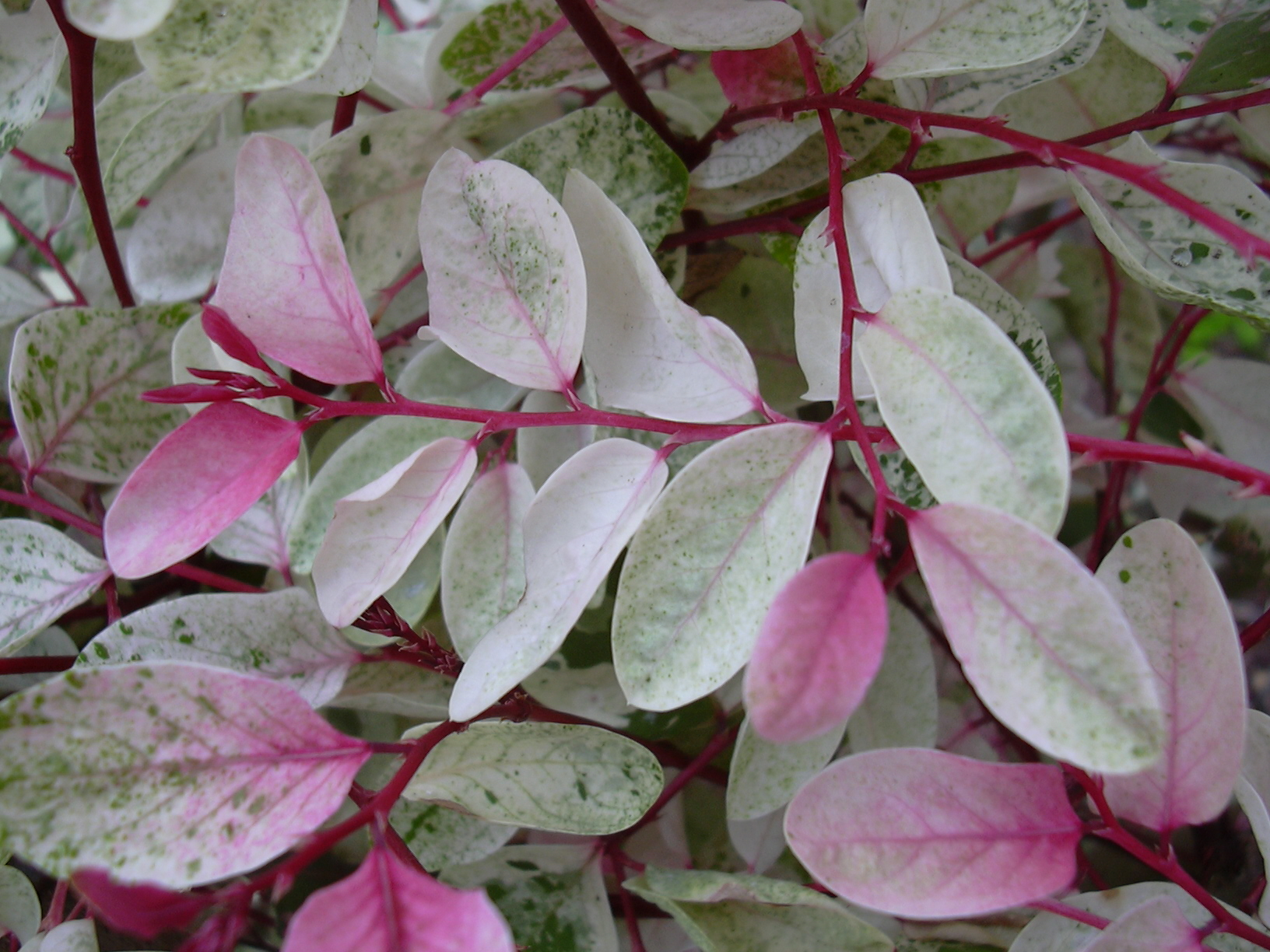
Feuilles.

## Liste des espècesà compléter
- Breynia disticha (Buisson des neiges) J.R.Forst. & G.Forst. 1775
- Breynia pubescens
- Breynia racemosa
- Breynia retusa